# Provenza
La Provenza (en francés: Provence, en occitano: Provença / Prouvènço) es una región histórica y cultural de Francia, también una antigua provincia en el sureste del país que se extiende desde la orilla izquierda del Ródano inferior al oeste, hasta la frontera con Italia, al este, y limita al sur con el mar Mediterráneo. La Provenza es ahora parte de la  región de Provenza-Alpes-Costa Azul, y corresponde a los departamentos de Alpes de Alta Provenza, Bocas del Ródano, Var y parte de Vaucluse, Alpes Marítimos y Drôme.

## Toponimia
La Provenza debe su nombre a la época de dominación romana, tras la primera conquista de la Galia Transalpina (entre el 58 y el 51 a. C.) cuando queda integrada a la provincia romana cuya capital es Narbona, la Galia Narbonense. Así, Julio César durante la guerra de las Galias dice pasar de Provincia a Narbonnensis' 'en el momento en que atraviesa el Ródano', lo que explica que a partir de ese momento sólo las tierras situadas al este del río serán llamadas Provincia.

## Historia

### Edad Antigua
Colonizada ya por los griegos, Marsella fue una colonia focense establecida en torno al año 600 a. C., la región fue la primera conquista romana fuera de la península itálica (Narbona su capital fue fundada en 118 a. C.) , razón por la cual se la denominó Provincia Nostra o, simplemente, Provincia de donde deriva su nombre actual. 

### Edad Media
Fue dominada sucesivamente por varios pueblos germánicos como los ostrogodos, los burgundios y los francos. En el año 879 d. C. el área fue incorporada como Reino de Provenza, a veces llamado de Baja Borgoña, por el emperador carolingio del Sacro Imperio Lotario I en la figura de su hijo Carlos de Provenza, y en el siglo X al Reino de Arlés. 
A comienzos del siglo XII fue sometida a la jurisdicción de los condes de Barcelona, fue perdida a la muerte de Ramón Berenguer III de Provenza y recuperada en 1166 para la Corona de Aragón en la persona de Alfonso II el Casto. Durante el gobierno de Pedro II de Aragón (1177-1213) se vio afectada por la cruzada promovida por el papa Inocencio III contra los albigenses (Cátaros). 
Posteriormente perdió toda autonomía, quedando sometida a la Casa de Anjou que gobernó el territorio desde 1245 hasta 1482, cuando la región cayó bajo el dominio del rey Luis XI de Francia, siendo anexionada en 1486.

### Edad Contemporánea
La región de Provenza tuvo rango provincial hasta la Revolución francesa, momento en el que se impuso la disolución de sus instituciones provinciales y fue dividida entre varios departamentos franceses. En la actualidad su territorio forma parte de la región administrativa de Provenza-Alpes-Costa Azul. 

## Situación geográfica
Se extiende al este del río Ródano hasta la ciudad de Antibes, comprende los actuales departamentos de Alpes de Alta Provenza, Var, Bocas del Ródano y partes de los departamentos de Vauclusa y Alpes Marítimos. Provenza limita al este con el Condado de Niza del cual es separada por el río Var que es su frontera natural, al sur con el mar Mediterráneo, al oeste con el Ródano y al norte con el monte Ventoux, las montañas de Lure y el curso alto del río Duranza.

## Economía
El territorio posee abundantes campos de espliego, viñas, huertos y arboledas de olivos y moreras. A lo largo de la costa se halla la Riviera francesa y los puertos de Marsella y Tolón.

## Cultura
Los actuales habitantes de Provenza conservan su propia lengua, el provenzal.
La Señal Real de Aragón aparece en Provenza en una moneda de Ramón Berenguer V de Provenza (1209-1245), miembro de la Casa de Aragón por ser el nieto de Alfonso II de Aragón. Hasta mediados del reinado de Jaime I de Aragón (hacia 1250) el emblema heráldico de los palos de gules en campo de oro era exclusivamente familiar.

Escudos de armas provenzales
La Señal Real de Aragón
Escudo de Provenza (provincia francesa, 1486).
Escudo del Consejo Regional de Provenza-Alpes-Costa Azul (1999).